# Разлив сока в Лебедяни
Разлив фруктовых соков Pepsi — разлив 25 апреля 2017 года 28 миллионов литров фруктовых и овощных соков на улицы города Лебедяни (Липецкая область, Россия) и в реку Дон, вызванный обрушением склада PepsiCo.

## Детали инцидента
25 апреля 2017 года крыша склада PepsiCo неожиданно обрушилась. Склад находился в Лебедяни, центре деятельности Pepsi в России, и управлялся компанией «Лебедянский». На складе хранились разнообразные фруктовые и овощные соки. Разрушение крыши вызвало два обрушения, и 28 миллионов литров соков хлынули на улицы Лебедяни и в реку Дон. В результате разлива никто не погиб.
Разлились соки ананаса, абрикоса, мандарина, винограда, манго, граната, яблока, вишни, апельсина, грейпфрута и томата. Была некоторая обеспокоенность, что соки могли повредить водную экосистему реки Дон, но пробы воды показали, что не было никаких свидетельств ущерба окружающей среде, вызванного разливом.
Представители Pepsi принесли извинения за инцидент, предложили оплатить все причиненные убытки и заявили, что они работают с местными чиновниками, чтобы определить причину обрушения склада.